# Ungoofaaru
Ungoofaaru (en Idioma dhivehi: އުނގޫފާރު) es una isla de Maldivas que constituye la capital del Atolón Maalhosmadulhu del norte. Se encuentra en el borde oriental de este atolón y es el lugar donde se encuentra el Hospital Regional de Ungoofaaru, el centro médico más grande en la Provincia del Norte.
Tras el tsunami de 2004, los residentes de la devastada isla de Kandholhudhoo fueron trasladados a un alojamiento temporal en Ungoofaaru, antes de ser reubicados en la cercana Dhvuvaafaaru en 2008.